# 天道根命
天道根命（あまのみちねのみこと/あめの-、生没年不詳）は、古代日本の豪族で初代紀国造。

## 神統譜・後裔氏族
『先代旧事本紀』は神皇産霊尊の子神である天御食持命の「次」で、川（河）瀬造などの祖とするが（神代本紀・国造本紀）、『新撰姓氏録』では神魂命（神皇産霊尊に同じ）の5世の孫で、滋野宿祢、大坂直、紀直、大村直田連、川瀬造、また伊蘇氏（伊蘇志）・楢原氏・滋野氏の祖と伝わる。「天御食持命の次」の「次」をどのように解するかに問題があり、これを弟と見て神皇産霊尊の子神とすることもできるが、5世の孫とする所伝の方が多い。
紀国造の末裔の紀俊行氏が所有する「紀伊国造次第」では、子に比古麻命がいるとされる。

## 事跡
『先代旧事本紀』天神本紀によれば高天原から葦原中国へ降臨する事となった饒速日尊の護衛として付き従った32神の1柱で、同書国造本紀や紀伊国造家が伝える『国造次第』によれば神武天皇によって初代の紀伊国造に任じられた。
異伝として『紀伊続風土記』所載の「国造家譜」は、日前大神と国懸大神（紀伊国造が奉斎する和歌山県和歌山市秋月鎮座の日前宮の祭神）の降臨に随従して以後両大神に仕え、後に神武天皇の東征に際して両大神の神体である日像鏡と日矛の2種の神宝を奉戴して紀伊国名草郡に到来し、毛見郷（現和歌山市毛見）の琴ノ浦にそれを鎮座させて天皇の東征の成功を祈念したために、即位後の天皇によって論功行賞として紀伊国を授かるとともに国造に任じられ、以来その子孫が国造職を襲うとともに日前宮を奉斎し続けることとなったとの由来を記す。また、同家に伝わる別の『紀伊国造系図』は更に詳しい伝えを載せている。
『紀伊国造系図』によれば、天道根命は天照大神の天岩戸隠れに際して石凝姥命によって鋳造された日像鏡と日矛の2種の神宝を高天原の神々から託され、高天原においてこれを天照大神の「前霊（さきのみたま）」として奉斎していたが、天孫降臨に際して天照大神から三種の神器とともにこの2種の神宝を聖なる鏡、聖なる矛として授かった天津彦彦火瓊瓊杵尊に随従して同尊とともに日向に降臨、降臨後も引き続いてこれらを奉斎していたが、後に神武天皇の東征に際して天皇からそれらを鎮座させるべき地を探すよう改めて託せられ、東征軍とは別に諸国の浦々を遍歴して遂に紀伊国賀太浦に到着、そこより木本郷（現和歌山市木ノ本）へ移って暫時滞在し、その後更に毛見郷舟着浦に移って同地の海中に聳える奇岩上に行宮を建てて奉斎するとともに神武天皇の武運と寿命長久を祈念することとなったといい、次いで神武天皇が東征の途次に竃山（現和歌山市和田）に来着すると神宝の鎮座地の実地検分を求め、現地へ赴いた天皇から選定地の妥当なることを誉められて引き続き天下平定を祈念するよう命じられ、その後天皇が大和国橿原の地で即位すると祈念の功を賞されて紀伊国を授かり、子々孫々に亘って国造職を継承するよう命ぜられたため再度紀伊国へ下向、現地の神の女である地道女命を娶って比古麻命を儲け、以来その子孫が国造として日前・国懸両神宮を奉斎するよう受け継いだといい、最後に「神皇産霊尊の時より神武天皇の御宇に至る」まで在世した「長寿の神」であったと結ばれている。

### 降臨と東征
天道根命の降臨について、日前・国懸両大神に随従したものと説くものと、「天孫降臨」に随従するものとであったと説くものに分かれるが、更に後者については降臨の主体を天津彦彦火瓊瓊杵尊とするか饒速日尊とするかで説が分かれる。田中卓はその最後者（饒速日尊随従説）に注目し、『古語拾遺』に日前宮の祭神は天岩戸隠れに際して三重県伊勢市の皇大神宮の祭神たる日像鏡（所謂八咫鏡）に先んじて鋳られた日像鏡で、鋳造神（石凝姥命）の意に適わなかったという所伝もあり、それを併せて考えると、天道根命が意に沿わない日像鏡を奉じて饒速日尊に随従した事になり、そこには神武天皇以前に饒速日尊による東征が行われた事、神武天皇側からはそれが不本意なものであったと意識された事が暗示されているので、饒速日尊による東征の史実が後世において「降臨」という形で伝承されたものであろうと説く。
また『紀伊続風土記』は、天孫降臨での供奉や神武天皇の東征、日前宮との関係等は全て誤伝であると斥け、『先代旧事本紀』地祇本紀に紀伊国造は五十猛命、大屋姫命、抓津姫命の所謂伊太祁曽三神を祀ると伝わるので、天道根命自体は紀伊において2種の神宝ではなくこの3神を祀っていたものであろうと説いている。

### 国造職
国造制については第26代継体天皇朝から第29代欽明天皇朝にかけて（6世紀前半）、大和の王権が地域の支配のために在地の首長層を再編した制度であると見るのが通説とされ、従って初代の神武天皇朝に掛けて語られる国造就任は『先代旧事本紀』「国造本紀」に見える諸国の国造とともに信じ難い所伝であるとする論者が多い。また、制度としての国造が後の畿内から順次整備されたであろう事、畿内以外の国造の多くが第13代成務天皇から第16代仁徳天皇の時代に掛けて任じられたとされている事等から、これは国造制が整備されて行く初期の段階という相対的に早い時期に紀伊国造が設けられた反映であろうとの見方もある。